# Cryptoblabes adoceta
Cryptoblabes adoceta är en fjärilsart som beskrevs av Turner 1904. Cryptoblabes adoceta ingår i släktet Cryptoblabes och familjen mott. Inga underarter finns listade i Catalogue of Life.